# 豊道春海
豊道 春海（ぶんどう しゅんかい、1878年〈明治11年〉9月1日 - 1970年〈昭和45年〉9月26日）は、大正から昭和に活躍した天台宗の僧、書家。幼名は川上 寅吉（かわかみ とらきち）、得度後の僧名は慶中（けいちゅう）。別号に龍渓（りゅうこく）、谷門道人（こくもんどうじん）、天門海翁（てんもんかいおう）がある。栃木県佐久山町（現：大田原市）の出身。子に天台僧で書道家の印南溪龍、孫に天台僧で書道家の印南溪峻がいる。

## 略歴
6歳で僧籍に入り、13歳のときに叔父・篠原守慶から得度を受け、慶中と称した。1891年（明治24年）より書を西川春洞に学んで、六朝風の楷書に独自の書風を作り出した。1900年（明治33年）から東京浅草の天台宗華徳院の住職を務め、戦後に行元寺へ移った。1914年（大正3年）東京大正博覧会で千字文が銀牌となる。同年瑞雲書道会を主宰。
1925年（昭和元年）には書道への社会的関心を集めるために出資者を得て泰東書道院を設立した。戦後は連合国軍最高司令官総司令部との折衝に当たったほか、1945年（昭和20年）12月に結成した日本書道美術院設立に尽力。同院の副会長に就任した。1947年（昭和22年）から日展に五科〈書部門〉を設置される原動力となった。
1947年（昭和22年）に帝国芸術院（現・日本芸術院）会員となり、1962年（昭和37年）天台宗大僧正、1963年（昭和38年）大田原市の初代名誉市民、1967年（昭和42年）には文化功労者に選ばれた。

## 著書
- 勅語四体帖 乾,坤 豊道慶中 瑞雲会, 1920
- 草書正気歌 瑞雲書道会, 1933
- 飲中八仙歌 瑞雲書道会, 1934
- 聚宝帖 豊道慶中 阿会茂, 1935
- 華甲記念墨蹟帖 豊道慶中 泰東書道院代理部, 1939
- 草書法本 五禾書房, 1962 (昭和十六人集)
- 天門春海帖 豊道慶中 二玄社, 1965